# Leipziger Bewegungskunstpreis
Der Leipziger Bewegungskunstpreis war ein Theaterpreis für die freie Theaterszene Leipzigs. Der Preis wurde seit 2005 bis einschließlich 2020 jährlich in Leipzig verliehen und war jeweils mit 5.000 Euro dotiert. Er wurde vom Verein Leipziger Bewegungskunst e. V., der sich die Förderung der freien Szene im Bereich der darstellenden Künste in Leipzig zur Aufgabe gestellt hat, vergeben. Im Vordergrund stand die Unterstützung künftiger Produktionen des Preisträgers bzw. der Preisträgerin.
Der Preisgedanke entstand unabhängig von öffentlicher Förderung als Signal privater Förderer (Leipziger Anzeigenblatt Verlag) an Theaterschaffende, Politik und Publikum. Idee und Konzeption des Preises verwirklichte 2004 der Leipziger Kulturmanager Ronald Schubert, der auch Vorsitzender des Vereins ist – gemeinsam mit der ehemaligen Verlagsgeschäftsführerin Helga Pappelbaum. Von 2011 bis 2020 war der Leipziger Oberbürgermeister Burkhard Jung Schirmherr des Preises.
Seit 2013 wurden die fünf nominierten Produktionen in einem Festival präsentiert, an dessen Ende die Preisverleihung stattfand. Erstmals gab es 2014 einen Sonderpreis der Jury für ein außerordentliches Talent, er ging an Anne Rab.
Die Jury des Leipziger Bewegungskunstpreises setzte sich aus fünf Leipziger Kulturexpert(inn)en zusammen, die in verschiedenen Bereichen des öffentlichen Lebens tätig sind.

## Preisträger
- 2019 Compania Sincara: TURANDOT
- 2018 Overhead Project: SURROUND
- 2017 Melanie Lane: WONDERWOMEN
- 2016 Inga Gerner Nielsen und Johannes Maria Schmit: The Queeng of Ama*r
- 2015 DAS ÜZ und pipidasdas: DARK STAR – fight the bomb, fight the crisis
- 2014 Stephanie Thiersch/Mouvoir: CORPS ÉTRANGERS
- 2013 Samira Lehmann/Stefan Wenzel/Michael Vogel: Der Freischütz
- 2012 Marlen Schumann: Connection Impossible
- 2011 Yoshiko Waki/Rolf Baumgart: ZIG LEIBER | OI DIVISION
- 2010 Sebastian Weber (Tap Royal): The Groove Journals
- 2009 Ulrike Schauer und Stefan Ebeling (ciacconna clox): Die wilde Schwäne und Heike Hennig & Co: Rituale – eine Tanzoper für Georg Friedrich Händel
- 2008 Volker Insel: Der Gott des Gemetzels
- 2007 Gesa Volland und Sebastian Weber: Homo Hippocampus
- 2006 Christian Hanisch (Connewitzer Cammerspiele): Dreck!
- 2005 Martin Heering: Assassinen